# Герман Юнкер
Герман Юнкер (нім. Hermann Junker, 29 листопада 1877, Бендорф, Німецька імперія — 9 січня 1962, Відень, Австрія) — німецький й австрійський єгиптолог.

## Життєпис
Професор Віденського університету (з 1909).
У 1910—1912 роках керував розкопками в Північній Нубії, у 1912—1929 роках (з перервою) — в Гізі.
У 1929—1938 роках — директор Каїрського відділення Німецького археологічного інституту і професор Каїрського університету.
Член Австрійської (1919), Прусської (1922), Баварської (1932), Саксонської (1957) та інших академій наук.

## Твори
- Pyramidenzeit. Das Wesen der altägyptischen Religion, Einsiedein, 1949;
- Giza, Bd 1-12, W. — Lpz., 1929-55.